# Jarolím Gucman
Jarolím Gucman (též Jaroslav Jozef Gucman, 22. září 1921 Leopoldov – 28. dubna 1945 Czernica) byl slovenský pilot a příslušník 1. československé smíšené letecké divize.

## Život

### Před druhou světovou válkou
Jarolím Gutman se narodil 22. září 1921 v Leopoldově v rodině železničáře. Vyučil se soustružníkem, během této doby absolvoval plachtařský výcvik v žilinském aeroklubu.

### Druhá světová válka
Prezenční vojenskou službu v armádě samostatné Slovenské republiky nastoupil v roce 1940. Během ní absolvoval poddůstojnickou školu v Trenčíně a pilotní výcvik tamtéž. Po jeho ukončení sloužil ve Zvolenu. V roce 1943 byl na Krymu zaškolen na stroje Heinkel He 111, bojově nasazen na východní frontě ale nebyl. Po návratu sloužil v Žilině a Popradu. Ještě před vypuknutím Slovenského národního povstání ulétl společně s dalšími 20. srpna 1944 z Popradu na území ovládané sovětskou armádou. Byl zařazen k 3. československému bitevnímu leteckému pluku a přeškolen na stroje Iljušin Il-2. Stal se nejmladším pilotem pluku. Během Ostravské operace byl dne 28. dubna 1945 ve svém stroji Iljušin Il-2m3 12371 "30" během operačního letu nad Loslau zasažen německou protiletadlovou palbou. Podařilo se mu přeletět frontu nad vlastní území, ale při nouzovém přistání u sádrovcového lomu u Czernice na rozdíl od zadního střelce des. Jána Valka zahynul. Pohřben je v Ratiboři. Dosáhl hodnosti rotmistra.

## Upomínky
- Jarolímu Gucmanovi (Juri Gutman) byl v místě skonu u průmyslového areálu na konci ulice Górnicza odhalen pomník[1]
- Jarolímu (Jaroslavu) Gucmanovi byl v rodném Leopoldově na náměstí svatého Ignáce odhalen pomník[2]